# Episodi di Hannibal (prima stagione)
La prima stagione della serie televisiva Hannibal, composta da 13 episodi, è stata trasmessa in prima visione negli Stati Uniti d'America dal 4 aprile al 20 giugno 2013 sul canale televisivo NBC. A seguito dell'attentato alla maratona di Boston, il quarto episodio, considerato troppo crudo, non venne trasmesso in televisione come inizialmente programmato, ma venne reso disponibile online suddiviso in sei parti.
In Italia la prima stagione è stata trasmessa in prima visione assoluta dal 12 settembre al 10 ottobre 2013 su Italia 1. A seguito della tragedia di Lampedusa (naufragio di un'imbarcazione di migranti), giovedì 3 ottobre al posto della serie è andato in onda il film Spider-Man. I tre episodi sono stati recuperati la settimana successiva: due sono stati trasmessi in seconda serata mercoledì 9 ottobre, l'altro è stato aggiunto a quelli previsti per giovedì 10 ottobre.
| nº | Titolo originale | Titolo italiano | Prima TV USA            | Prima TV Italia   |
| -- | ---------------- | --------------- | ----------------------- | ----------------- |
| 1  | Apéritif         | Aperitivo       | 4 aprile 2013           | 12 settembre 2013 |
| 2  | Amuse-Bouche     | Assaggino       | 11 aprile 2013          | 12 settembre 2013 |
| 3  | Potage           | Vellutata       | 18 aprile 2013          | 19 settembre 2013 |
| 4  | Œuf              | Uova            | 24 aprile 2013 (online) | 19 settembre 2013 |
| 5  | Coquilles        | Frutti di mare  | 25 aprile 2013          | 26 settembre 2013 |
| 6  | Entrée           | Antipasto       | 2 maggio 2013           | 26 settembre 2013 |
| 7  | Sorbet           | Sorbetto        | 9 maggio 2013           | 26 settembre 2013 |
| 8  | Fromage          | Formaggio       | 16 maggio 2013          | 9 ottobre 2013    |
| 9  | Trou Normand     | Calvados        | 23 maggio 2013          | 9 ottobre 2013    |
| 10 | Buffet Froid     | Buffet freddo   | 30 maggio 2013          | 10 ottobre 2013   |
| 11 | Rôti             | Arrosto         | 6 giugno 2013           | 10 ottobre 2013   |
| 12 | Relevés          | Piccante        | 13 giugno 2013          | 10 ottobre 2013   |
| 13 | Savoureux        | Saporito        | 20 giugno 2013          | 10 ottobre 2013   |

## Aperitivo
- Titolo originale: Apéritif
- Diretto da: David Slade
- Scritto da: Bryan Fuller

### Trama
L’investigatore speciale dell’FBI Will Graham (Hugh Dancy), perseguitato dalla sua capacità di entrare in empatia con i serial killer e di ricreare mentalmente i loro crimini con vividi dettagli, viene coinvolto dall'agente speciale Jack Crawford (Laurence Fishburne) nell’indagine di una serie di studentesse scomparse. Crawford ha un interesse speciale per l'abilità di Graham. Crawford e Graham intervistano i genitori dell'ultima ragazza scomparsa, scoprendo che il suo corpo è stato riportato nella sua camera da letto. Graham sospetta che sia un gesto di scuse dell'assassino. Crawford, su raccomandazione della dottoressa Alana Bloom (Caroline Dhavernas), si avvale dell'aiuto del noto psichiatra Dr. Hannibal Lecter (Mads Mikkelsen), che mostra un vivo interesse al caso e in particolare a Graham, cui percepisce avere una mente simile. Viene trovata un'altra ragazza, Cassie Boyle, montata sulla testa di un cervo in un campo aperto con i polmoni rimossi. Graham è convinto che sia opera di qualcun altro, un negativo, progettato per mostrargli i lati positivi degli altri crimini. Nel frattempo il dottor Lecter viene mostrato mentre si prepara un pasto con polmoni umani. L'investigatrice dell'FBI Beverly Katz (Hettienne Park) trova un frammento di metallo da un infilatubi sui vestiti della ragazza restituita, ciò porta Graham e il dottor Lecter in un cantiere edile dove lavora Garrett Jacob Hobbs, che corrisponde al profilo di Graham. Il dottor Lecter fa di nascosto una telefonata a Hobbs. Abigail, figlia di Hobbs, risponde e passa il telefono a suo padre. Hannibal avverte Hobbs che "loro sanno". Lecter e Graham arrivano a casa di Hobbs proprio mentre Hobbs uccide sua moglie. Graham uccide Hobbs, ma non prima che Hobbs tagli parzialmente la gola di sua figlia. Più tardi, Graham e Lecter siedono con la ragazza priva di sensi nella sua stanza d'ospedale.
- Guest star: Scott Thompson (Jimmy Price), Aaron Abrams (Brian Zeller), Kacey Rohl (Abigail Hobbs), Dan Fogler (Franklyn Froideveux).
- Altri interpreti: Vladimir Cubrt (Garret Jacob Hobbs), Krista Patton (Louise Hobbs), Torianna Lee (Elise Nichols).
- Ascolti USA: telespettatori 4 360 000[3]
- Ascolti Italia: telespettatori 1 607 000, share 6,35%[4]

## Assaggino
- Titolo originale: Amuse-Bouche
- Diretto da: Michael Rymer
- Scritto da: Jim Danger Gray

### Trama
Graham e Crawford indagano sul ritrovamento in un bosco di alcuni corpi semisepolti, utilizzati come fertilizzante per funghi. Infatti il colpevole, farmacista che somministrava ai diabetici l'insulina errata per metterli in stato di coma, crede che coloro che sepolti grazie ai funghi possano creare dei legami. Il loro lavoro è intralciato da una giornalista a caccia di scoop che arriva a definire nei suoi articoli Will come uno psicopatico. L'omicida penserà che Will possa capirlo e sapendolo affezionata ad Abigail tenterà di rapirla dall'ospedale per seppellirla; piano sventato dal medesimo Will.
- Guest star: Scott Thompson (Jimmy Price), Aaron Abrams (Brian Zeller), Kacey Rohl (Abigail Hobbs), Lara Jean Chorostecki (Freddie Lounds), Aidan Devine (Eldon Stammets).
- Altri interpreti: Vladimir Cubrt (Garret Jacob Hobbs), Richard Chevolleau (Detective Pascal), Chelan Simmons (Gretchen Speck), Liam MacDonald (Troy), Graeme Jokic (Steve), Kaiman Teevins (Jason).
- Ascolti USA: telespettatori 4 380 000[5]
- Ascolti Italia: telespettatori 1 501 000, share 6,40%[4]

## Vellutata
- Titolo originale: Potage
- Diretto da: David Slade
- Scritto da: David Fury, Chris Brancato & Bryan Fuller

### Trama
Jack teorizza che Abigail possa aver aiutato suo padre con gli omicidi. Intanto, Abigail viene portata a casa sua in Minnesota su consiglio di Hannibal contro il volere della dottoressa Bloom.
- Guest star: Kacey Rohl (Abigail Hobbs), Lara Jean Chorostecki (Freddie Lounds), Mark Rendall (Nicholas Boyle).
- Altri interpreti: Vladimir Cubrt (Garret Jacob Hobbs), Krista Patton (Louise Hobbs), Holly Deveaux (Marissa Schurr).
- Ascolti USA: 3 510 000[6]
- Ascolti Italia: telespettatori 1 327 000, share 5,15%[7]

## Uova
- Titolo originale: Œuf
- Diretto da: Peter Medak
- Scritto da: Jennifer Schuur

### Trama
La serialità di omicidi di intere famiglie fa scattare le indagini dell'FBI. Una donna con gravi carenze affettive, rapisce giovani ragazzi per poter costruire insieme a loro una famiglia. Ma per completare il disegno, è necessario che i ragazzi si allontanino definitivamente dalla loro famiglia, uccidendone tutti i componenti. Hannibal abusa della sua posizione per far uscire Abigail dall'ospedale, regalandole una giornata "normale". Per aiutare la ragazza ad affrontare i suoi "incubi” decide di preparare un tè a base di funghi allucinogeni, quando Alana Bloom scopre che la ragazza è stata portata via da Hannibal si infuria con lui e va a casa sua. Hannibal le mente sulla condizione di Abigail dicendole che ha dato alla ragazza del valium poiché lei era troppo scossa dopo l'uscita dall'ospedale, così da nasconderle la verità sui funghi. Intanto Will ed Hannibal parlano del rapporto reciproco che avevano con la figura materna.
- Guest star: Kacey Rohl (Abigail Hobbs), Gina Torres (Bella Crawford), Molly Shannon (Rapitore).
- Altri interpreti: Krista Patton (Louise Hobbs).
- Ascolti USA: -
- Ascolti Italia: telespettatori 1 195 000, share 5,36%[7]

## Frutti di mare
- Titolo originale: Coquilles
- Diretto da: Guillermo Navarro

Mads Mikkelsen, interprete di Hannibal Lecter

- Scritto da: Scott Nimerfro & Bryan Fuller

### Trama
Will si ritrova a vagare sonnambulo in mezzo alla strada finché una pattuglia di polizia non lo ferma. La mattina seguente si presenta a casa di Hannibal per raccontargli l'accaduto ma lui lo rassicura dicendogli che si tratta solo di disturbo da stress post traumatico. L'FBI è sulle tracce di un feroce serial killer che si accanisce in modo orrendo sui corpi delle sue vittime trasformandole in "angeli" credendo di farle elevare spiritualmente. Intanto, Jack va a cena da Hannibal con sua moglie Bella e Hannibal intuisce che quest'ultima abbia il cancro, ma comunque non ne fa parola con Jack. Durante l'autopsia Will capisce che il killer aveva disposto le vittime in ginocchio affinché pregassero per lui capendo che in realtà l’omicida ha paura. Dall'analisi del suo vomito capiscono che ha un tumore al cervello e che ha paura di morire nel sonno, ecco perché crea angeli affinché lo proteggano. Intanto Bella si presenta nello studio di Hannibal per parlare del tumore. L'FBI trova un altro corpo trasformato in angelo. Will intuisce che anche il killer si sta preparando a trasformarsi in angelo dopo il ritrovamento dei suoi genitali amputati( infatti gli angeli non hanno i genitali). Dopo un'analisi del DNA delle vittime si scopre che in realtà il serial killer è un giustiziere che crea degli angeli da persone cattive o pregiudicate e perciò ha un particolare sesto senso per le sue vittime. Intanto Will deve ancora combattere con il sonnambulismo che lo fa risvegliare una mattina sul tetto di casa. L'FBI attraverso un database dei malati di cancro trova il killer e contattano la moglie che dice di non vederlo più da 4 mesi. La donna spiega che dopo la diagnosi di cancro il marito era cambiato molto e sentendo la descrizione di quel cambiamento caratteriale Jack si capacita finalmente della situazione di Bella. Dopo il colloquio Will capisce dove si nasconde il serial killer. Lo ritrovano morto, appeso al soffitto come le sue vittime. Will dice a Jack di non voler più lavorare per lui perché si rende conto che la cosa lo sta turbando troppo. Will ha un'allucinazione del killer che gli dice di rivedere in lui un uomo malvagio che ha bisogno di essere salvato.
- Guest star: Scott Thompson (Jimmy Price), Aaron Abrams (Brian Zeller), Gina Torres (Bella Crawford).
- Altri interpreti: Seann Gallagher (Elliot Buddish), Cynthia Preston (Emma Buddish), Mark Munro (Roger Brunner), Elana McMurtry (Michelle Brunner).
- Ascolti USA: telespettatori 2 400 000[8]
- Ascolti Italia: telespettatori 1 162 000, share 4,24%[9]

## Antipasto
- Titolo originale: Entrée
- Diretto da: Michael Rymer
- Scritto da: Kai Yu Wu & Bryan Fuller

### Trama
Il dottor Abel Gideon dopo aver finto di sentirsi male uccide un'infermiera del manicomio nello stesso modo dello squartatore di Chesapeake, di cui si erano perse le tracce due anni prima. Will e Jack vanno all'ospedale psichiatrico per osservare la scena del crimine e il dottor Frederick Chilton, consulente del caso dello squartatore ai tempi, dimostra subito uno spiccato interesse per Will ammettendo che l'uomo è fonte di discussione nel circolo dei psicologi dell'ospedale e che molti di loro vorrebbero fare una chiacchierata con lui. Jack si ricorda di una delle sue tirocinanti, Miriam Lass, a cui due anni fa aveva affidato il caso dello squartatore di Chesapeake, scomparsa dopo poco tempo. Alana e Will interrogano separatamente il dottor Gideon arrivano entrambi alla conclusione che lui non sia il vero squartatore. Jack va da Hannibal per confidarsi e gli rivela di aver paura di dover affrontare la morte della moglie malata di cancro al polmone al quarto stadio e che in più ultimamente continua a perseguitarlo il senso di colpa per la morte di Miriam. Una notte Jack riceve una telefonata di Miriam che gli chiede aiuto ma la chiamata si interrompe bruscamente. Purtroppo l'indomani, quando viene fatto un controllo sulle banche dati di tutti gli operatori, non vengono trovate tracce di quella telefonata e questo confonde Jack che non è più sicuro della morte della ragazza. Alana e Jack, per dimostrare che Gideon non è lo squartatore, decidono di provocare il vero facendo un patto con Freddie chiedendole di confermare sul suo sito la fantomatica storia che in realtà Gideon è il vero squartatore di Chesapeake. Intanto le telefonate preregistrate di Miriam continuano. Alana cerca di far capire a Gideon che in realtà lui è stato manipolato affinché si convincesse di essere lo squartatore. Una delle telefonate di Miriam viene finalmente rintracciata e li porta ad un osservatorio all'interno del quale viene trovato il braccio della ragazza insieme a un telefono. In un flashback alla fine della puntata si scopre che Miriam era andata a far visita ad Hannibal per fargli delle semplici domande riguardo a uno dei suoi ex pazienti, una delle vittime dello squartatore, quando ancora praticava la medicina. Miriam guardando alcuni disegni sul tavolo di Hannibal intuisce di aver trovato il vero serial killer ma lui la aggredisce strozzandola.
- Special guest star: Eddie Izzard (Dr. Abel Gideon).
- Guest star: Scott Thompson (Jimmy Price), Aaron Abrams (Brian Zeller), Lara Jean Chorostecki (Freddie Lounds), Raúl Esparza (Dr. Frederick Chilton), Anna Chlumsky (Miriam Lass).
- Altri interpreti: Ana Sheperd (Infermiera Shell).
- Ascolti USA: telespettatori 2 610 000[10]
- Ascolti Italia: telespettatori 909 000, share 3,63%[9]

## Sorbetto
- Titolo originale: Sorbet
- Diretto da: James Foley
- Scritto da: Jesse Alexander & Bryan Fuller

### Trama
Durante uno spettacolo di lirica una conoscente di Hannibal lo incita a preparare un banchetto per i suoi amici come faceva prima, lui però le confessa che momentaneamente si sente poco ispirato ma che, appena l'ispirazione arriverà, preparerà un buffet per tutti. Nella vasca da bagno di una camera d'albergo viene ritrovato il corpo di un uomo, da cui è stato asportato un rene. Jack Crawford deve capire se sia opera dello squartatore di Chesapeake o se sia opera di un trafficante di organi. Will suggerisce a Jack che forse il ritrovamento del braccio di Miriam lo ha sconvolto troppo e che lo squartatore è riuscito a destabilizzarlo rendendolo poco lucido e ossessionato, Jack nega tutto anche se in realtà ha ancora gli incubi sulle telefonate di Miriam. Una delle sedute tra Hannibal e la sua psichiatra, la dottoressa Bedelia du Maurier, dimostra che forse quest'ultima intuisce che in realtà dietro al comportamento sempre impeccabile e schivo di Hannibal si cela qualcosa di più oscuro. Intanto, Hannibal Lecter uccide un medico che lo aveva precedentemente trattato in modo scortese, utilizzando come traccia quella lasciata dal trafficante di organi rubando alla vittima reni e cuore. Will continua ad avere delle allucinazioni visive e in una Abigail lo chiama "papà". Intanto la carneficina di Hannibal continua, uccide diverse persone, ne asporta alcuni organi e inizia a congelarli. Grazie a delle telecamere di sicurezza si scopre che il killer che aveva asportato il rene all'uomo nella vasca da bagno si trova dentro un'ambulanza. Gli agenti lo colgono sul fatto proprio mentre cerca di espiantare un organo a un uomo e mentre Hannibal interviene per evitare che la vittima muoia dissanguata Will per la prima volta si capacita dell'abilità chirurgica dello psichiatra. A fine episodio si scopre che gli omicidi di Hannibal servivano per permettergli di preparare un banchetto.
- Special guest star: Gillian Anderson (Dott.ssa Bedelia Du Maurier).
- Guest star: Scott Thompson (Jimmy Price), Aaron Abrams (Brian Zeller), Kacey Rohl (Abigail Hobbs), Dan Fogler (Franklyn Froideveux), Anna Chlumsky (Miriam Lass), Ellen Greene (Mrs. Komeda).
- Altri interpreti: Demore Barnes (Tobias Budge), Emily Klassen (Lenora), Michael Park Ingram (Mr. Komeda), Shant Srabian (Andrew Caldwell), Pierre Simpson (Devon Silvestri), Adam Winlove-Smith (Mr. Murray).
- Ascolti USA: telespettatori 2 620 000[11]
- Ascolti Italia: telespettatori 924 000, share 5,63%[9]

## Formaggio
- Titolo originale: Fromage
- Diretto da: Tim Hunter
- Scritto da: Jennifer Schuur & Bryan Fuller

### Trama
La BAU indaga sul caso di un killer che uccide le sue vittime ed espone le loro corde vocali per utilizzarle come un violoncello. Will Graham interpreta questo omicidio come se un assassino stesse facendo la serenata ad un altro. Intanto la stabilità mentale di Will è sempre più compromessa, dal momento che adesso alle allucinazioni visive si sono aggiunte anche quelle sonore. Nel frattempo Franklin, un paziente di Hannibal Lecter confida allo psichiatra che il suo amico Tobias ha un istinto omicida e che quest'amico gli ha rivelato di voler tagliare la gola ad un uomo e suonare le sue corde vocali. Allora Hannibal indirizza Will a casa di Tobias, il quale uccide due agenti e fugge verso l'ufficio di Lecter. È qui che lo psichiatra uccide sia lui che il suo paziente Franklin.
- Special guest star: Gillian Anderson (Dott.ssa Bedelia Du Maurier).
- Guest star: Scott Thompson (Jimmy Price), Aaron Abrams (Brian Zeller), Dan Fogler (Franklyn Froideveux).
- Altri interpreti: Demore Barnes (Tobias Budge), Vladimir Cubrt (Garret Jacob Hobbs), Darren Josephs (Agente Stewart), Kevan Kase (Agente Dormau).
- Ascolti USA: telespettatori 2 460 000[12]
- Ascolti Italia: telespettatori 663 000, share 6,77%[13]

## Calvados
- Titolo originale: Trou Normand
- Diretto da: Guillermo Navarro
- Scritto da: Steve Lightfoot

### Trama
Un macabro totem formato da resti di corpi umani trafugati da tombe viene trovato su una spiaggia della Virginia. Indagando il collegamento tra la prima, omicidio passionale, e l'ultima vittima, trovano il colpevole.
- Guest star: Scott Thompson (Jimmy Price), Aaron Abrams (Brian Zeller), Kacey Rohl (Abigail Hobbs), Lara Jean Chorostecki (Freddie Lounds), Lance Henriksen (Lawrence Wells).
- Altri interpreti: Vladimir Cubrt (Garret Jacob Hobbs), Krista Patton (Louise Hobbs), Mark Rendall (Nicholas Boyle), Torianna Lee (Elise Nichols), Jason Blicker (Joel Summers).
- Ascolti USA: telespettatori 2 690 000[14]
- Ascolti Italia: telespettatori 663 000, share 6,77%[13]

## Buffet Freddo
- Titolo originale: Buffet Froid
- Diretto da: John Dahl
- Scritto da: Andy Black, Chris Brancato & Bryan Fuller

### Trama
I volti di due vittime sono stati mutilate in modo simile. Will, però, contamina per la prima volta la scena del crimine, immaginando che sia stato lui stesso ad uccidere la prima vittima ritrovata. Hannibal e Will vanno da un dottore per uno scanner.
- Guest star: Scott Thompson (Jimmy Price), Aaron Abrams (Brian Zeller), Ellen Muth (Georgina Madchen), John Benjamin Hickey (Dr. Donald Sutcliffe).
- Altri interpreti: Hilary Jardine (Beth LeBeau), Krista Bridges (Jocelyn Machen).
- Ascolti USA: telespettatori 2 400 000[15]
- Ascolti Italia: telespettatori 1 014 000, share 3,83%[16]

## Arrosto
- Titolo originale: Rôti
- Diretto da: Guillermo Navarro
- Scritto da: Steve Lightfoot, Bryan Fuller & Scott Nimerfro

### Trama
Il dottor Abel Gideon fugge dalla clinica in cui era rinchiuso durante il trasferimento in tribunale e cerca di uccidere tutti gli psichiatri che lo hanno avuto in cura. Alana Bloom viene prontamente posta sotto protezione, mentre Gideon rapisce il dottor Frederick Chilton e attira Freddie Lounds in una trappola, per farle scrivere un articolo su di lui. Mentre l'encefalite di Will progredisce e lo fa soffrire, viene scoperto un nuovo cadavere, il quale però viene attribuito allo Squartatore di Chesapeake. L'agente scopre che l'ultimo omicidio nasconde un indizio su dove possa trovarsi Gideon ma Hannibal attira Gideon a casa di Alana e spinge Will ad ucciderlo, però senza successo.
- Special guest star: Eddie Izzard (Dr. Abel Gideon).
- Guest star: Scott Thompson (Jimmy Price), Aaron Abrams (Brian Zeller), Lara Jean Chorostecki (Freddie Lounds), Gillian Anderson (Dott.ssa Bedelia Du Maurier), Raúl Esparza (Dr. Frederick Chilton).
- Altri interpreti: Vladimir Cubrt (Garret Jacob Hobbs), Todd Dulmage (Dr. Paul Carruthers).
- Ascolti USA: telespettatori 2 360 000[17]
- Ascolti Italia: telespettatori 918 000, share 3,63%[16]

## Piccante
- Titolo originale: Relevés
- Diretto da: Michael Rymer
- Scritto da: Chris Brancato & Bryan Fuller

### Trama
Hannibal uccide Georgia Madchen, Will inizia a sospettare che il killer emulatore sia ancora vivo, e che la donna sia stata assassinata perché ricordava il corpo dell'omicida, ma non il volto, perché lei non poteva vedere i volti. Jack è infastidito sia dall'atteggiamento di Will che dal fatto che Hannibal ha occultato le allucinazioni dell'agente. Inoltre scopre che Abigail era presente quando il padre sceglieva le vittime da massacrare. Hannibal intanto cerca di convincere Jack che anche Will sia un pericoloso assassino.
- Special guest star: Gillian Anderson (Dott.ssa Bedelia Du Maurier).
- Guest star: Scott Thompson (Jimmy Price), Aaron Abrams (Brian Zeller), Kacey Rohl (Abigail Hobbs), Lara Jean Chorostecki (Freddie Lounds), Ellen Muth (Georgina Madchen).
- Altri interpreti: Mark Rendall (Nicholas Boyle).
- Ascolti USA: telespettatori 2 100 000[18]
- Ascolti Italia: telespettatori 740 000, share 5,30%[16]

## Saporito
- Titolo originale: Savoureux
- Diretto da: David Slade
- Scritto da: Steve Lightfoot, Bryan Fuller & Scott Nimerfro

### Trama
Jack arresta Will per l'omicidio di Abigail, perché le prove contro di lui sono schiaccianti. Infatti l'orecchio mozzato della ragazza viene ritrovato nel lavandino della sua cucina, e il sangue di Abigail sotto le unghie dell'agente. Alana Bloom non si arrende e vuole cercare una spiegazione plausibile per l'improvvisa demenza che ha portato Will a comportarsi in un modo del genere, nonostante Jack non creda ci sia nessun motivo particolare. Quando Will, durante il trasferimento in carcere, riesce a fuggire, decide di rivolgersi ad Hannibal per chiedere aiuto, riuscendo così a capire chi è il vero assassino.
- Special guest star: Gillian Anderson (Dott.ssa Bedelia Du Maurier).
- Guest star: Scott Thompson (Jimmy Price), Aaron Abrams (Brian Zeller), Kacey Rohl (Abigail Hobbs).
- Altri interpreti: Vladimir Cubrt (Garret Jacob Hobbs), Krista Patton (Louise Hobbs).
- Ascolti USA: telespettatori 1 980 000[19]
- Ascolti Italia: telespettatori 740 000, share 5,30%[16]